# North Ayrshire
North Ayrshire (gaelică scoțiană Sìorrachd Inbhir Air a Tuath) este una dintre cele 32 subdiviziuni ale Scoției. Zona este formată dintr-un teritoriu aflat pe insula principală Marea Britanie, ce se învecinează cu zonele Inverclyde, Renfrewshire, East Ayrshire și South Ayrshire, și din trei insule din regiunea Firth of Clyde și anume: Insula Arran, Insula Great Cumbrae și Insula Little Cumbrae.
1. ↑   https://ons.maps.arcgis.com/home/item.html?id=a79de233ad254a6d9f76298e666abb2b Lipsește sau este vid: |title= (ajutor)